# John Clare
John Clare (n. 13 iulie 1793, Helpston, Peterborough, Northamptonshire, Anglia - d. 20 mai 1864, Northampton, Northamptonshire) a fost un poet romantic englez, înzestrat cu multă sensibilitate lirică și având o bogată experiență de viață.

## Viața
John Clare a crescut în sărăcie, într-o zonă rurală, având acces limitat la cărți, dar era dotat cu o memorie extraordinară și a învățat pe de rost balade populare. Volumul său Poeme descriind viața și peisajul rural (engleză Poems Descriptive of Rural Life and Scenery, 1820) l-a făcut celebru, dar pentru scurt timp. Un număr considerabil de poezii au fost publicate abia în secolul al XX-lea. În 1931, Edmund Blunden a editat și o autobiografie a poetului rustic.
În 1837 a suferit o depresie și a fost internat într-un ospiciu unde și-a petrecut 23 de ani.

## Volume de versuri
- Poems Descriptive of Rural Life,1820
- The Village Minstrel,1821
- The Shepherd s Calendar,1827
- The Rural Muse,1835